# Religião universal
Religião universal (também religião universalizadora), no contexto convencionado da classificação morfológica das religiões, pode conceituar-se como uma religião cujas leis ou preceitos sagrados, bem como sua cosmogenia são postos como de observância obrigatória para todos, nesse caso entendida toda a humanidade. Assim entendida, qualquer que seja (pois podem-se  conceber várias, sem reserva), uma tal religião pode ser diretamente contrastada com as, por assim dizer, "religiões étnicas", em termos de suas características, já que estas últimas são, conforme João Hinnells, matizadas por traços étnicos ou de âmbito nacional. Cornelis Tiele é, geralmente, considerado a primeira pessoa a formalizar essa classificação no estudo ocidental da religião. Então, pelo já estabelecido, religião universal pode ter feição plural, isto é, muitas podem-se conceber.
"Universalizar a(s) religião(ões)" é diferente de, embora relacionado a o termo "universalismo", e pode-se entender como estratégia de "universalizar" (ou seja, "absorver, tanto quanto possível, qualquer e toda religião, das preexistentes, em sua estrutura e em seus princípios sagrados, ou, ainda mais contraria e extremadamente, regar tudo até o ponto em que todas as religiões venham a ser encaradas necessariamente como as mesmas, forçosamente e de qualquer maneira"). Contudo, não é, de forma alguma, sinônimo de "universalismo", de feição espontânea e natural.

## Características
Dentre as religiões conhecidas na história da humanidade, Jainismo é, usualmente, considerado como o mais antigo "modelo religioso universalizador" conhecido, segundo os conceitos apresentados.
As chamadas religiões universalizadoras estão, comumente, ligadas à vida do fundador, em contraste com as religiões étnicas, que se acham mais ligadas ao ambiente físico. As religiões universalizadoras que creem em um universo eterno afirmam, muitas vezes, também, que sua religião é eterna e que é regenerada de tempos em tempos e que o fundador mais recente é apenas o regenerador atual na cadeia infinita de regeneradores. Seu calendário é geralmente baseado em um evento importante na vida do fundador. Elas (as religiões universalizadoras) celebram eventos importantes da vida do fundador, tais como o nascimento, a morte, as datas ou as épocas de pronunciamentos relevantes ("sermões"), a data da iluminação etc.. Creem que o Ser Supremo revela as leis de interação entre as várias entidades do Universo, seja direta ou indiretamente, sobre a Terra. Alguns também acreditam que o mesmo Ser Supremo cria o Universo para usufruto do homem. Creem, ainda, na existência de "pessoas especiais", que compilam as leis do Universo, como lhes é revelado pelo Ser Supremo. Religiões universalizadoras são geralmente, mas não necessariamente, generalizadoras. Ainda uma outra característica das religiões universalizadoras, que raramente se encontra em religiões étnicas, é a facilidade de conversão. Converter-se a uma religião universalizadora é relativamente fácil e muito encorajado pelos praticantes da fé.
Alguns estudiosos de religiões comparadas têm sugerido que pode haver um preconceito discriminativo na nomenclatura de religiões de nível superior para classificações morfológicas e que os ramos do budismo devem ser considerados religiões separadas se forem aplicados critérios uniformes em todas as religiões.
Tomando forma desde o início na consciência religiosa de uma pessoa, essas religiões enfatizam o lado interno e subjetivo da relação religiosa. A relação do homem com seu deus não é um fato pronto, mas um fim espiritual a ser realizado. O espírito interior não é monopólio de nenhuma casta ou povo ou espécie. É no seu próprio espírito que o homem é religioso. A fé é possível para todos. As religiões universais pretendem ser, por assim dizer, "individualizadas", isto é, internas e pessoalmente realizadas, o que, em todo caso, não significa serem individualistas, no sentido de retirar, egoisticamente, o penhor de comunhão entre as pessoas que assim creem. Como todos os homens (e, ainda, espécies, para algumas religiões) têm a mesma natureza espiritual, eles podem compartilhar e participar da mesma experiência religiosa. Nem o parentesco físico de um grupo, nem a participação em um determinado sistema ritual podem criar em um homem ou espécie, ou tirar deles o espírito com o qual eles adoram e servem seu deus, como o concebam. Daí, religião universal mostra-se atraente para o espírito, sem distinção de classe ou raça ou espécie. A salvação ou redenção que oferece está aberta a todos. Assim como o objeto de adoração é um, o método do serviço divino em todos os lugares também é o mesmo. O zelo missionário que têm demonstrado tem correspondido à sua vitalidade interior. Depois de passar por muitas vicissitudes, essas religiões ainda estão vivas.

## Comparação entre religiões universais
| Elemento de fé                 | Cristianismo | Budismo                                | Ateísmos                                         | Jainismo                                                                                             | Islamismo                                                                              |
| ------------------------------ | --- | -------------------------------------- | ------------------------------------------------ | --- | -------------------------------------------------------------------------------------- |
| Carma (Causa & Efeito)         | Aceita | Aceita                                 | Rejeita                                          | Aceita                                                                                               | Aceita                                                                                 |
| Pós-vida                       | Vida eterna/Inferno eterno | Renascimento                           | Rejeita                                          | Reencarnação                                                                                         | Vida eterna/Inferno eterno                                                             |
| Pré-vida                       | Rejeita | Renascimento                           | Rejeita                                          | Reencarnação                                                                                         | Rejeita                                                                                |
| Vida ascética                  | Rejeita | Aceita                                 | Rejeita                                          | Aceita                                                                                               | Rejeita, exceto Sufismo                                                                |
| Rituais, Bhakti (Pali: Bhatti) | Aceita | Aceita, opcional                       | Rejeita                                          | Aceita, opcional                                                                                     | Aceita                                                                                 |
| Não homicídio e Vegetarianismo | Aceita, só para humanos, e em caso de guerra justa | Aceita (é obscuro...) para alimentação |                                                  | Maior defensor da não-violência, Vegetarianismo, não-violência aos animais                           | Aceita, só de muçulmanos, e em caso de guerra justa                                    |
| Livre-arbítrio humano          | Aceita (exceto os protestantes calvinistas) | Aceita                                 |                                                  | Aceita                                                                                               | Rejeita                                                                                |
| Maya, existência               | Aceita | Aceita (prapañca)                      | Rejeita                                          | Aceita                                                                                               | Aceita                                                                                 |
| Alma, existência               | Aceita | Rejeita                                | Rejeita                                          | Aceita:119                                                                                           | Aceita                                                                                 |
| Deus criador                   | Aceita | Rejeita                                | Rejeita                                          | Rejeita                                                                                              | Aceita                                                                                 |
| Deus pessoal                   | Aceita | Rejeita                                | Rejeita                                          | Aceita                                                                                               | Aceita                                                                                 |
| Epistemologia (Pramana)        | Onisciência (Deus, apenas), Conhecimento sensitivo, Base racional, Escrituras sagradas | Conhecimento sensitivo, Base racional  | Conhecimento sensitivo, Naturalismo metodológico | Onisciência, Telepatia, Percepção remota, Conhecimento sensitivo, Base racional, Escrituras sagradas | Onisciência (Deus, apenas), Conhecimento sensitivo, Base racional, Escrituras sagradas |
| Autoridade epistêmica          | Catolicismo romano, Igrejas ortodoxas e ala anglo-católica do Anglicanismo: Bíblia, Magistério e Tradição; Protestantismo: Bíblia (Sola Scriptura), exceto a ala anglo-católica do Anglicanismo. | Buda, escritos                         |                                                  | Jain Agamas                                                                                          | Alcorão                                                                                |
| Salvação (Soteriologia)        | Céu eterno | Nirvana (Śūnyatā)                      |                                                  | Siddha                                                                                               | Céu eterno                                                                             |
| Metafísica (Realidade final)   | Deus, Matéria, Tempo, Espaço, Almas | Skandha, Śūnyatā                       | Matéria, Tempo, Espaço                           | Matéria, Tempo, Espaço, Almas, Princípio do movimento, Princípio do repouso                          | Deus, Matéria, Tempo, Espaço, Almas                                                    |